# Sorbus pinnatifida
Sorbus pinnatifida är en rosväxtart som först beskrevs av James Edward Smith, och fick sitt nu gällande namn av Düll. Sorbus pinnatifida ingår i släktet oxlar, och familjen rosväxter. Inga underarter finns listade i Catalogue of Life.

## Bildgalleri

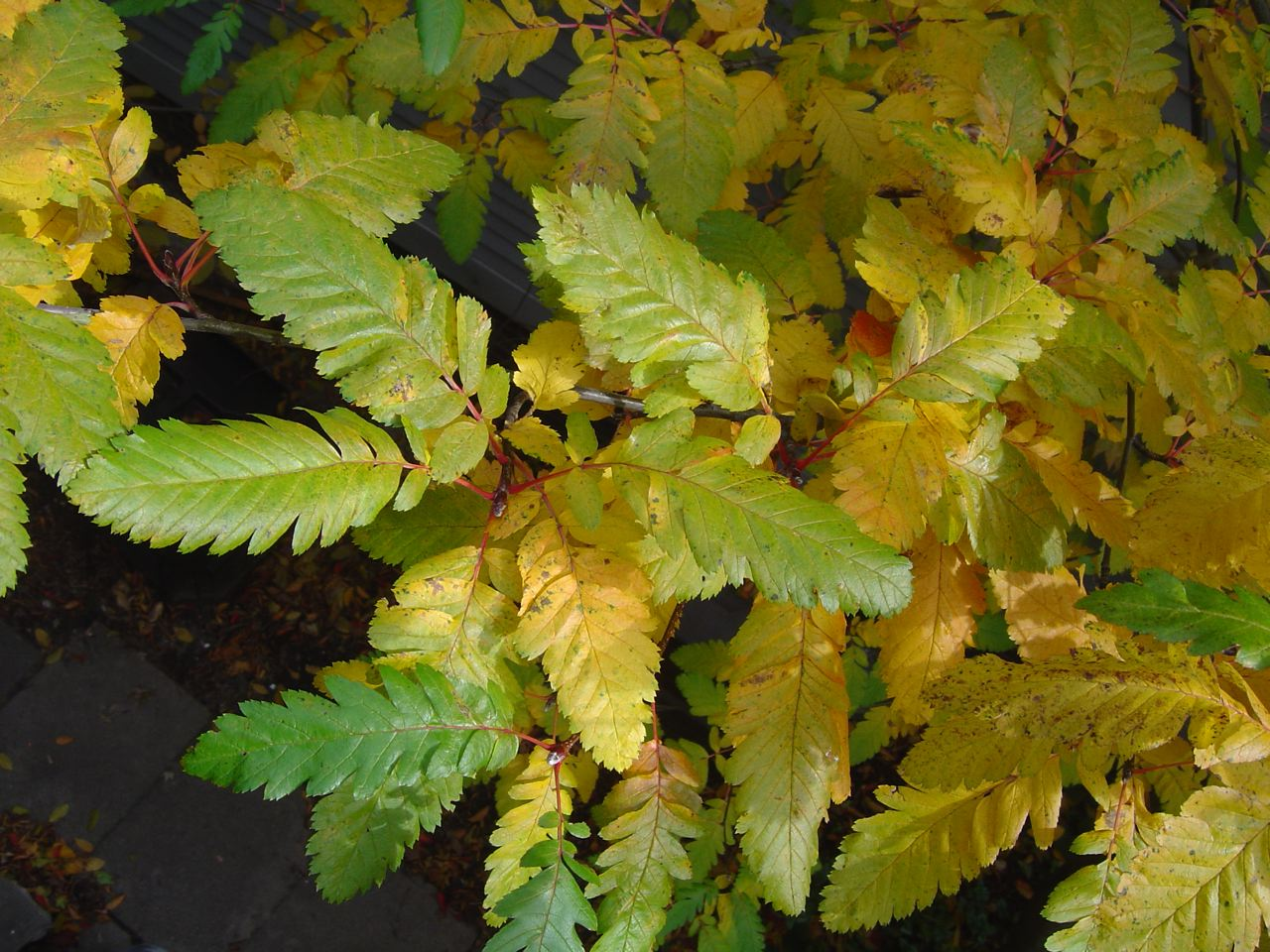
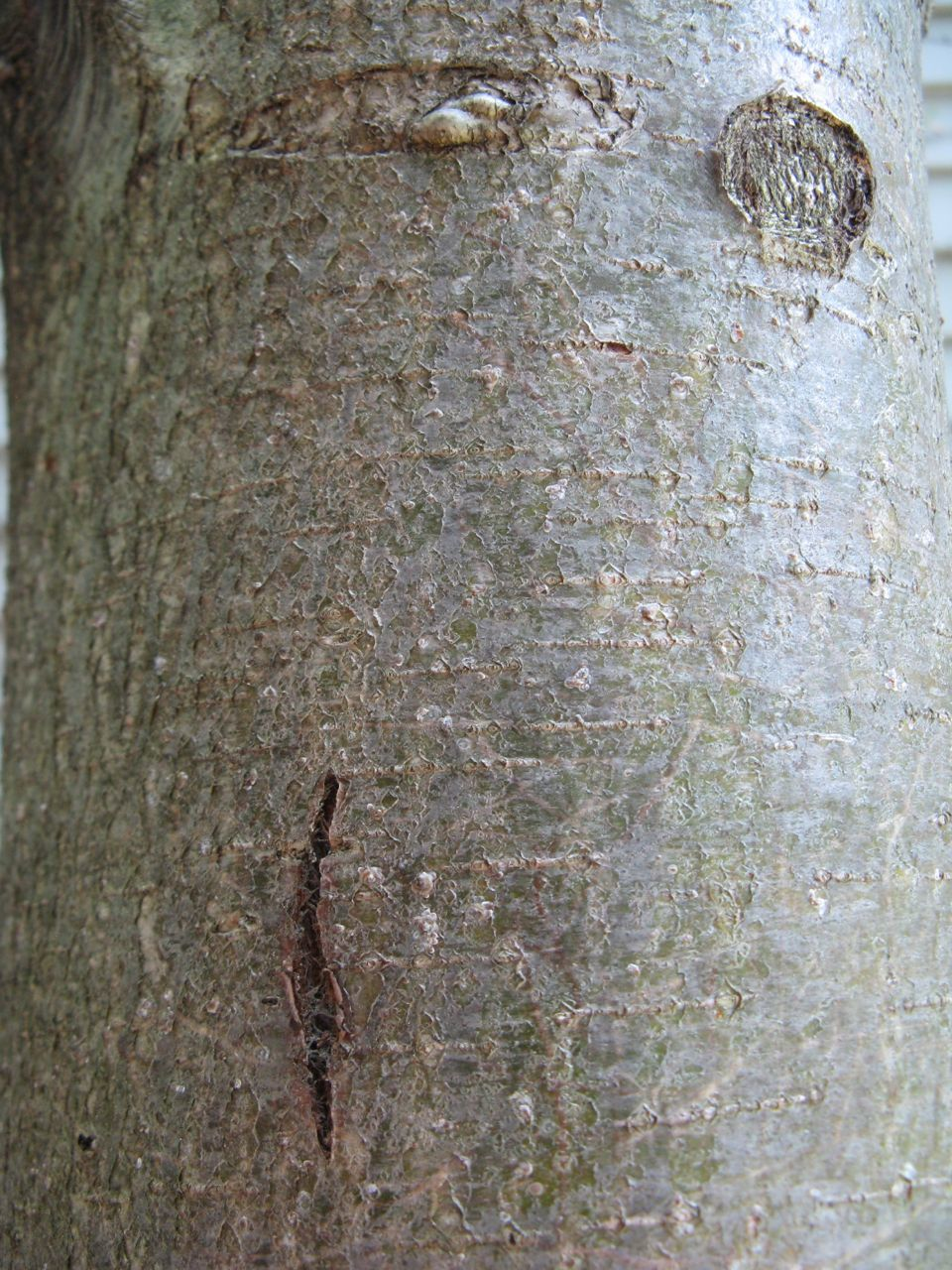
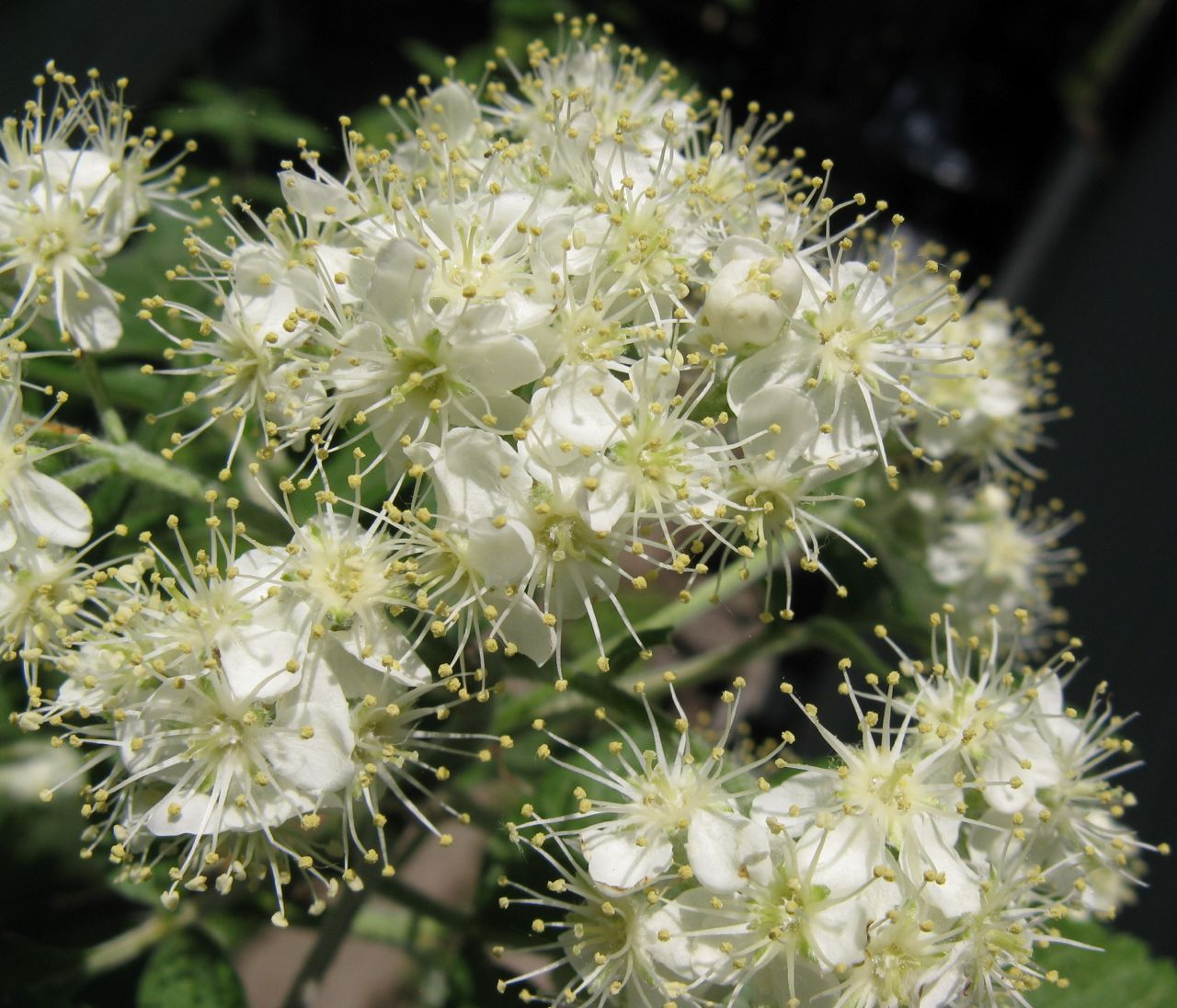